# Monotagma laxum
Monotagma laxum är en strimbladsväxtart som först beskrevs av Eduard Friedrich Poeppig och Stephan Ladislaus Endlicher, och fick sitt nu gällande namn av Karl Moritz Schumann. Monotagma laxum ingår i släktet Monotagma och familjen strimbladsväxter. Inga underarter finns listade.